# 모리스 체스트넛
모리스 체스트넛(Morris Chestnut, 1969년 1월 1일 ~ )은 미국의 배우이다.

## 출연 작품

### 영화
- 보이즈 앤 후드 (1991)
- 마지막 보이스카웃 (1991)
- 하이어 러닝 (1995)
- 지.아이. 제인 (1997)
- 라이크 마이크 (2002) - 트레이시 레이놀즈 역
- 하프 패스트 데드 (2002)
- 래더 49 (2004)
- 게임 플랜 (2007)
- 더 콜 (2013)
- 킥 애스 2: 겁 없는 녀석들 (2013)
- 버스 657 (2015) - 데릭 프린스 역
- 더 퍼펙트 가이 (2015) - 데이브 역
- 웬 더 보우 브레이크 (2016, When The Bough Breaks)- 존 테일러 역
- 걸즈 트립 (2017)

### 텔레비전
- V (2009-11)
- 간호사 재키 (2013-14)
- 레전드 (2014-15) - 토니 라이스 역
- 로즈우드 (2015-17) - 보몬트 로즈우드 역
- 골리앗 (2018)
- 더 레지던트 (2019-21)